# Amazonas (película)
Amazonas, también conocida como Amazons y El enigma del talismán, es una película argentina-estadounidense de fantasía y aventuras de 1986 dirigida por Alejandro Sessa y escrita por Charles Saunders, según su cuento Agwebe's sword. Es protagonizada por Windsor Taylor Randolph, Penelope Reed, Joseph Whipp y Danitza Kingsley. Fue filmada en Eastmancolor.
El film es un exponente del subgénero de espada y brujería, la cual se desprende de la Ficción de explotación y fue muy popular en la década de 1980. Fue uno de los diez films que el productor estadounidense Roger Corman realizó en Buenos Aires en asociación con Aries Cinematográfica Argentina, durante el período entre 1982 y 1990.

## Sinopsis
Con el propósito de liberar a una nación de un rey maléfico un grupo de guerreras amazonas debe rescatar una espada mágica perdida.

## Reparto
Participaron en el filme los siguientes intérpretes:
| Actor                   | Personaje           |
| ----------------------- | ------------------- |
| Windsor Taylor Randolph | Dyala               |
| Penelope Reed           | Tashi               |
| Joseph Whipp            | Kalungo             |
| Danitza Kingsley        | Tashinge            |
| Wolfram Hecht           | Matlin              |
| Jacques Arndt           | Sumo Sacerdote      |
| Charles Finch           | Timar               |
| Francisco Cocuzza       | Baliguri            |
| Santiago Mallo          | Halfhead            |
| Anita Larronde          | Reina Esmeralda     |
| Armando Capo            |                     |
| Maria Fournery          | Vishiti             |
| Noëlle Balfour          | Lati                |
| Esther Velázquez        | Azundati            |
| Marcos Woinsky          | Artan               |
| Fabiana Roth            | Lioness (Akam)      |
| Lena Marie Johansson    | Mujer noble 1       |
| Linda Guzmán            | Mujer noble 2       |
| Alberto Marty           | Noble               |
| William Reta            | Guardia             |
| Arturo Noal             |                     |
| Hugo Quiril             | Miembro de la tribu |
| Jorge De Vitta          | Traidor             |

## Crítica
Manrupe y Portela escriben:

«Film de “espada y brujería” que transcurre en una época indefinida, es parte del paquete de coproducciones de Aries con Roger Corman.»